# 大虞街道
大虞街道，是中华人民共和国山東省潍坊市奎文区下辖的一个乡镇级行政单位。

## 行政区划
大虞街道下辖以下地区：
新华路中社区、东园社区、红旗社区、福寿街社区、虞中社区、东庄社区、陈家社区、大虞社区、北虞社区、孙家社区、刘家社区、田家社区、邢石村和友谊村。

## 人口
2010年中国第六次人口普查时，大虞街道共有人口114307人。共有家庭35564户，平均每户2.71人。14岁以下的少年儿童共14428人，占总人口12.62%；15-64岁人口共93083人，占总人口81.43%；65岁及以上的老年人共6796人，占总人口的5.945%。男性共计57034人，占总人口49.89%；女性共计57273，占总人口50.10%。本地居住的人口中，拥有本地户籍的人口为67069人，占58.67%。